# Амлух
А̀млух (на уелски: Amlwch) е град в Северен Уелс, графство Ангълси. Разположен е на брега на Ирландско море на едноименния остров Ангълси. Има пристанище и крайна жп гара, от която се пътува до Бангор. В околностите на града има мини за медна руда. Амлух е най-северния град на Уелс. Населението му е 3438 жители според данни от преброяването през 2001 г.